# 天盟娛樂
天盟娛樂（英語：Sky Team Entertainment Ltd），香港娛樂公司。聯絡電話 : 2661 3438。於2015年5月21日由香港商人顏培意創立，提供從事演藝、娛樂、唱片、廣告製作、電影製作、公關、活動策劃執行等工作。旗下藝人包括李施嬅、陳展鵬、海俊傑、女子跳唱組合BINGO、男子跳唱組合BOP天堂鳥、謝文欣及鄭世豪等。

## 公司歷史
天盟娛樂於2015年5月21日由香港商人顏培意創立，陳欣健出任執行董事，並於同年取得營業性演出許可證；業務範圍涵蓋演藝、娛樂、模特、廣告製作、電影製作、公關、活動策劃執行及活動方案策劃等，旗下子公司包括「CFA X NUDE LIMITED 創意時尚有限公司」（廣告創作）及「IMODEL！美女雲端」（模特兒）。該公司於2016年開始在大中華區發展，曾投資電影《此情此刻》，2017年則全投資和製作電影《穿越愛情缐》及《星座神偷》；2019年3月21日簽下音樂組合BOP天堂鳥。
2020年4月20日，無綫電視藝人謝文欣與天盟娛樂簽約，隨即推出新歌《偶像傳奇》和於同月22日派台。2021年2月26日，陳展鵬跟該公司簽下歌手合約；同年4月19日及6月，馬來西亞歌手龔柯允和無綫電視藝員朱斐斐亦簽約成為旗下藝人。

## 旗下藝人
| 天盟娛樂                  | 天盟娛樂     | 天盟娛樂     | 天盟娛樂 |
| 男歌手                    | 男歌手       | 男歌手       | 男歌手   |
| ------------------------- | ------------ | ------------ | -------- |
| 陳展鵬                    | 海俊傑       | 葉泓聲       | 許俊豪   |
| 葉冬賢                    | 鄧禮迪       | 韋雄         | 鄺星宇   |
| 女歌手                    |              |              |          |
| 李施嬅                    | 關嘉敏@BINGO | 陳善渝@BINGO | 王鈊玥   |
| 唐韋琪 （韋琪製作，代理） | 朱紫嬈       |              |          |
| 男藝人                    |              |              |          |
| 布偉傑                    |              |              |          |
| 女藝人                    |              |              |          |
| 張沛樂                    | 松岡李那     | 朱斐斐       | 任栩燕   |

## 過往藝人
| 楊斯捷            | 黎瑞恩          | 王馨平 | 謝芯兒 |
| 歐喬鋒 @BOP天堂鳥 | 林子博 （移民） | 蘇煒喬 | 侯静伊 |
| 鄭世豪            |                 |        |        |

## 外部連結
- 天盟娛樂有限公司（页面存档备份，存于）
- Sky Team Entertainment 天盟娛樂的Facebook專頁
- Sky Team Entertainment Limited的Instagram帳戶
- YouTube上的天盟娛樂頻道